# Tatjana Fomina
Tatjana Fomina, ros. Татьяна Фомина (ur. 26 kwietnia 1954 w Tallinnie) – estońska szachistka, arcymistrzyni od 2014 roku.

## Kariera szachowa
W latach 70. i 80. XX wieku kilkukrotnie uczestniczyła w finałach indywidualnych mistrzostw Związku Radzieckiego. W 1976 r. zakwalifikowała się do turnieju międzystrefowego rozegranego w Roosendaal, dzieląc VIII m. wspólnie z Milunką Lazarević. W 1986 r. podzieliła II m. (za Gulnarą Sachatową, wspólnie z Maają Ranniku) w kołowym turnieju w Tallinnie.
Od rozpadu Związku Radzieckiego należy do ścisłej czołówki szachistek Estonii. Pomiędzy 1992 a 2002 r. sześciokrotnie (w tym 2 razy na I szachownicy) uczestniczyła w szachowych olimpiadach, natomiast w latach 1992 i 2007 reprezentowała narodowe barwy na drużynowych mistrzostwach Europy. W latach 2002 i 2003 zdobyła złote medale indywidualnych mistrzostw Estonii, natomiast w latach 1997 i 2007 zdobyła tytuły wicemistrzowskie. W 2006 r. zajęła II m. (za Tatianą Grabuzową) w kobiecym arcymistrzowskim turnieju memoriału Paula Keresa, rozegranego w Tallinnie.
Największe sukcesy w karierze odnosiła w kategorii "weteranek" (szachistek powyżej 50. roku życia). W latach 2005, 2006, 2008, 2009 i 2010 pięciokrotnie zdobyła brązowe medale mistrzostw świata, była również trzykrotną medalistką mistrzostw Europy (2012 – złotą, 2007 – srebrną, 2006 – brązową).
Najwyższy ranking w karierze osiągnęła 1 stycznia 1996 r., z wynikiem 2305 punktów dzieliła wówczas 67. miejsce na światowej liście Międzynarodowa Federacja Szachowa, jednocześnie zajmując 1. miejsce wśród estońskich szachistek.